# 매소성
매소성(買肖城) 또는 매초성은 675년(문무대왕 15년) 신라와 당나라 사이에 격전이 벌어진 성으로, 경기도 연천군 청산면 대전리에 있다. 대전리산성이라고도 부른다.
나당 전쟁 당시 당나라 장수 이근행(李謹行)이 이끄는 20만 대군과 신라 정예군 사이에 매소성 전투가 벌어졌다. 신라군은 매소성에서 당군을 크게 격파하고 말 3만380 필과 많은 무기를 노획하였다. 매소성 전투에서 나당전쟁의 전세를 역전시킨 신라는 이듬해인 676년 기벌포에서 당나라 수군을 격파하여 비로소 삼국통일을 이루었다.

## 위치 문제
1984년 역사편찬위원회는 실측 조사 결과를 바탕으로 경기도 연천군 청산면 대전리의 대전리산성을 신라의 매소성 터로 확인했다. 이전에는 경기도 양주시 어둔동의 양주산성설과 남방동의 남방리산성설이 대립하고 있었다.

## 같이 보기
- 연천군 청산면
- 매소성 전투
- 기벌포 해전
- 기벌포
- 문무대왕